# Guy T. Helvering
Guy Tresillian Helvering (* 10. Januar 1878 in Felicity, Clermont County, Ohio; † 4. Juli 1946 in Washington, D.C.) war ein US-amerikanischer Jurist und Politiker.
Guy Helvering zog 1887 mit seinen Eltern nach Kansas, wo sich die Familie in Beattie im Marshall County niederließ. Während des Spanisch-Amerikanischen Krieges diente er vom 12. Mai 1898 bis 3. November desselben Jahres als Corporal in der Company M des 22. Regiments der Kansas Infantry. Nach dem Krieg studierte Helvering an der University of Kansas in Lawrence und schloss sein Studium dann 1906 an der Law School der University of Michigan in Ann Arbor ab. Noch im selben Jahr wurde er in die Anwaltschaft aufgenommen und begann sogleich in Marysville zu praktizieren. Von 1907 bis 1911 war Helvering Staatsanwalt des Marshall County.
Politisch betätigte sich Helvering in der Demokratischen Partei. So kandidierte er 1910 erfolglos für einen Sitz im 62. Kongress. Bei den nächsten Kongresswahlen konnte er dann ein Mandat gewinnen und vertrat den Bundesstaat Kansas somit während des 63., 64. und 65. Kongresses, also vom 4. März 1913 bis zum 3. März 1919, im US-Repräsentantenhaus. Es gelang ihm jedoch nicht, 1918 in den 66. Kongress wiedergewählt zu werden. Helvering zog nun nach Salina und wurde dort im Bankgewerbe tätig. Vom 15. Februar 1926 bis zu seinem Rücktritt am 8. Dezember 1930 bekleidete Helvering das Amt des Bürgermeisters von Salina. Im Anschluss war er von 1930 bis 1934 der Vorsitzende der Demokratischen Partei in Kansas sowie von 1931 bis 1932 State highway director. Im Jahr 1933 wurde er von Präsident Franklin D. Roosevelt zum Commissioner of Internal Revenue, dem Behördenleiter des Internal Revenue Service, ernannt und übte dieses Amt bis zu seiner Ernennung zum Bundesrichter am United States District Court for the District of Kansas, dem Bundesbezirksgericht für Kansas, im Jahr 1943 aus. Dieses Amt wiederum bekleidete er als Nachfolger von Richard Joseph Hopkins bis zu seinem Tod. Helvering starb am 4. Juli 1946 in Washington und wurde in Marysville beigesetzt.